# Arrondissement Tielt
Arrondissement Tielt (franska: Arrondissement de Tielt) är ett arrondissement i Belgien.   Det ligger i provinsen Västflandern och regionen Flandern, i den västra delen av landet, 70 kilometer väster om huvudstaden Bryssel.
Trakten runt Arrondissement Tielt består till största delen av jordbruksmark. Runt Arrondissement Tielt är det tätbefolkat, med 427 invånare per kvadratkilometer.

## Kommuner
Följande kommuner ingår i arrondissementet;

- Ardooie
- Dentergem
- Meulebeke
- Oostrozebeke
- Pittem
- Ruiselede
- Tielt
- Wielsbeke
- Wingene